# Кривошеев, Александр Степанович
Александр Степанович Кривошеев (1859 — 17 [30] декабря 1916) — украинский архитектор, гражданский инженер. Киевский городской архитектор.

## Биография
Родился в 1859 году. Первоначальное образование получил в Киевском реальном училище. В 1881 году поступил в Петербургский институт гражданских инженеров, который окончил в 1886 году по первому разряду. В 1887–1913 годах занимал должность городского архитектора Киева.
Имел награды: орден Святой Анны 3-й степени (1909).
Скончался 10 [30] декабря 1916 года в Киеве.

## Проекты и постройки
- Жилой дом. Михайловский переулок, 19/18 (1887–1888, совместно с В. Н. Николаевым);
- Свято-Владимирское училище. Улица Ивана Франко , 44 (1891, не сохранилось);
- Пристройка к особняку Ханенко. Терещенковская улица, 15 (1891);
- Два флигеля дома Блиндера. Улица Нижний Вал, 19 (1892);
- Отель Гладинюка. Улица Богдана Хмельницкого, 8/16 (1892);
- Жилой дом. Прорезная улица, 25 (1892—1893);
- Жилой дом С. Горенко. Улица Шота Руставели, 5 (1894, не сохранился);
- Жилой дом Д. Трахтенберга. Трёхсвятительская улица, 5 (1892—1894, закончен Н. Н. Гордениным);
- Доходный дом О. Дьяковой. Крещатик, 42 (1895—1896);
- Жилой флигель дома Я. Эпштейна. Улица Шота Руставели, 7 (1896, не сохранился);
- Колбасная фабрика К. Бульона. Пересечение улиц Дмитриевской и Павловской (1896);
- 24 проекта дач для Святошина (1896, совместно с А. Р. Хойнацким);
- Городские казармы «Делового двора». Деловая улица, 1 (1896, не сохранилось);
- Лыбедской полицейский участок с пожарной частью и каланчей. Тарасовская улица, 4 (1895—1897);
- Доходный дом. Улица Хорива, 2 (1897);
- Доходный дом. Улица Богдана Хмельницкого, 42 (1897);
- Здание городской полиции и адресный стол в комплексе зданий Присутственных мест. Большая Житомирская улица (1897—1898);
- Жилой дом. Большая Житомирская улица, 18 (1897—1898);
- Стеклянное перекрытие над двором дома купца М. Штифлера на перекрестке Крещатика и Николаевской улицы (1898);
- Доходный дом. Златоустовская улица, 2 (1898, надстроен);
- Доходный дом. Владимирская улица, 40/2 (1898);
- Киевский городской театр. Владимирская улица, 50 (1898—1899, по проекту В. А. Шретера, завершил В. Николаев);
- Доходный дом. Пушкинская улица, 11 (1899);
- Жилой дом. Улица Саксаганского, 13/42 (1890-е, авторство предположительно);
- Концертный зал в саду Шато-де-Флёр (1900, не сохранился);
- Здание городской думы (надстройка 3 этажа). Крещатик, 18 (1900, не сохранилось);
- Печерское городское приходское училище. Бутышев переулок, 11 (1902—1903);
- Доходный дом артистки М. Глебовой-Федоровой. Большая Житомирская улица, 12 (1904);
- Прачечная и женский терапевтический корпус Александровской больницы. Шелковичная улица, 39 (1908);
- Жилой дом. Улица Богдана Хмельницкого, 72 (1909, совместно с М. Г. Артыновым);
- Киевская городская библиотека. Улица Михаила Грушевского, 1 (1910—1911, проект фасада З. Л. Клаве);
- «Паласт-отель». Бульвар Тараса Шевченко, 7/29 (1909—1912);
- Жилой дом. Пушкинская улица, 22 (1912—1913).

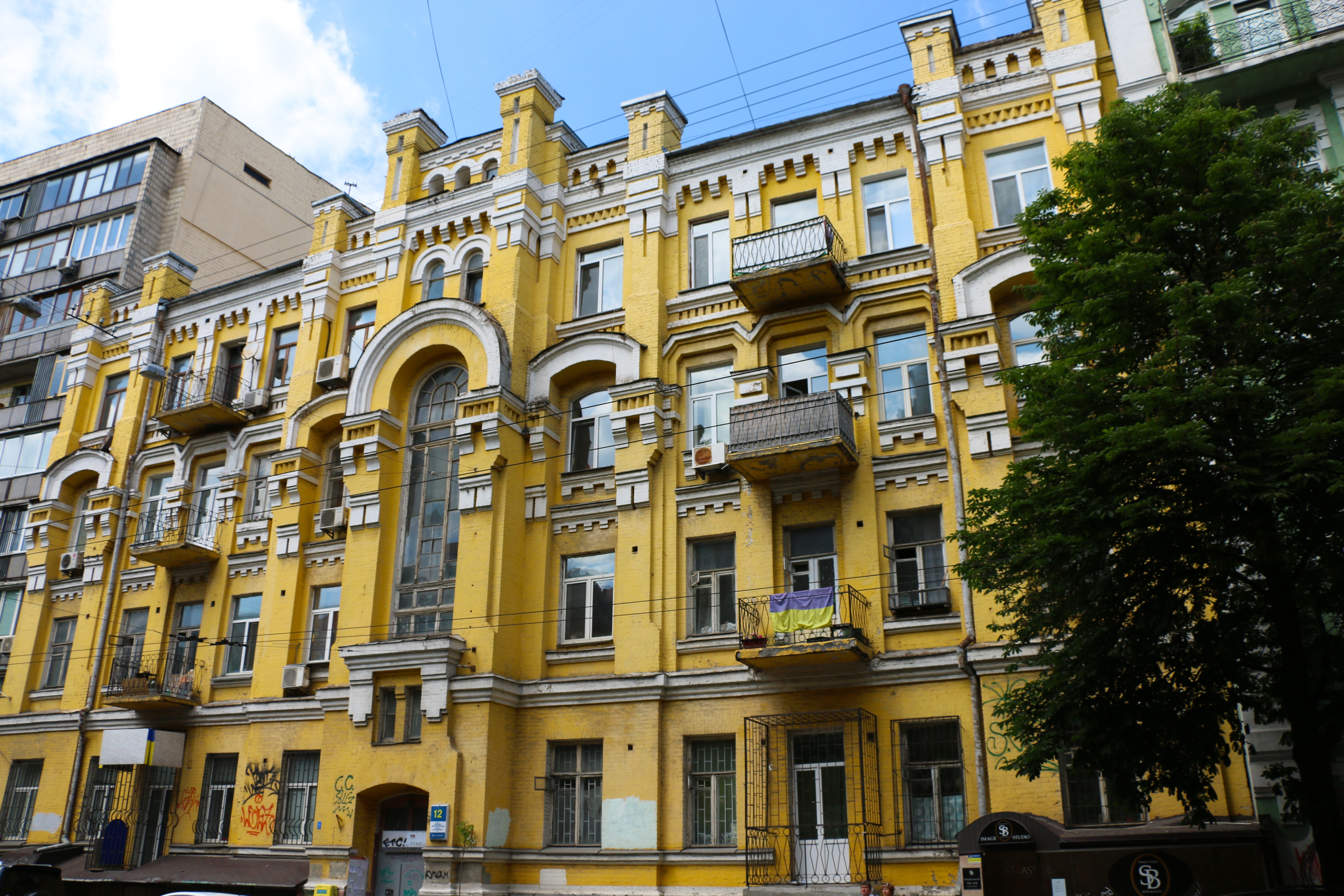
Дом на Большой Житомирской ул., 12
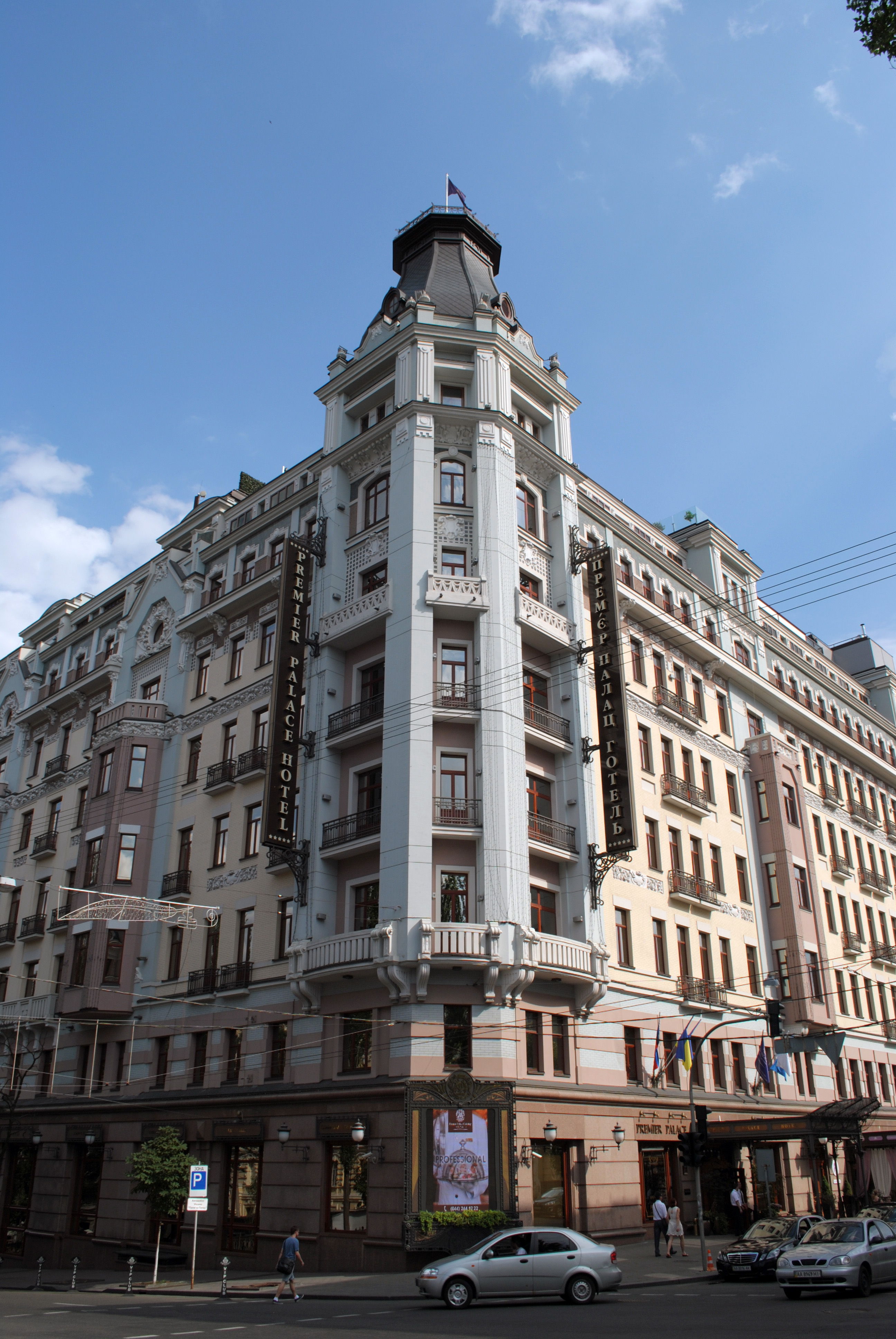
Отель «Премьер Палас»
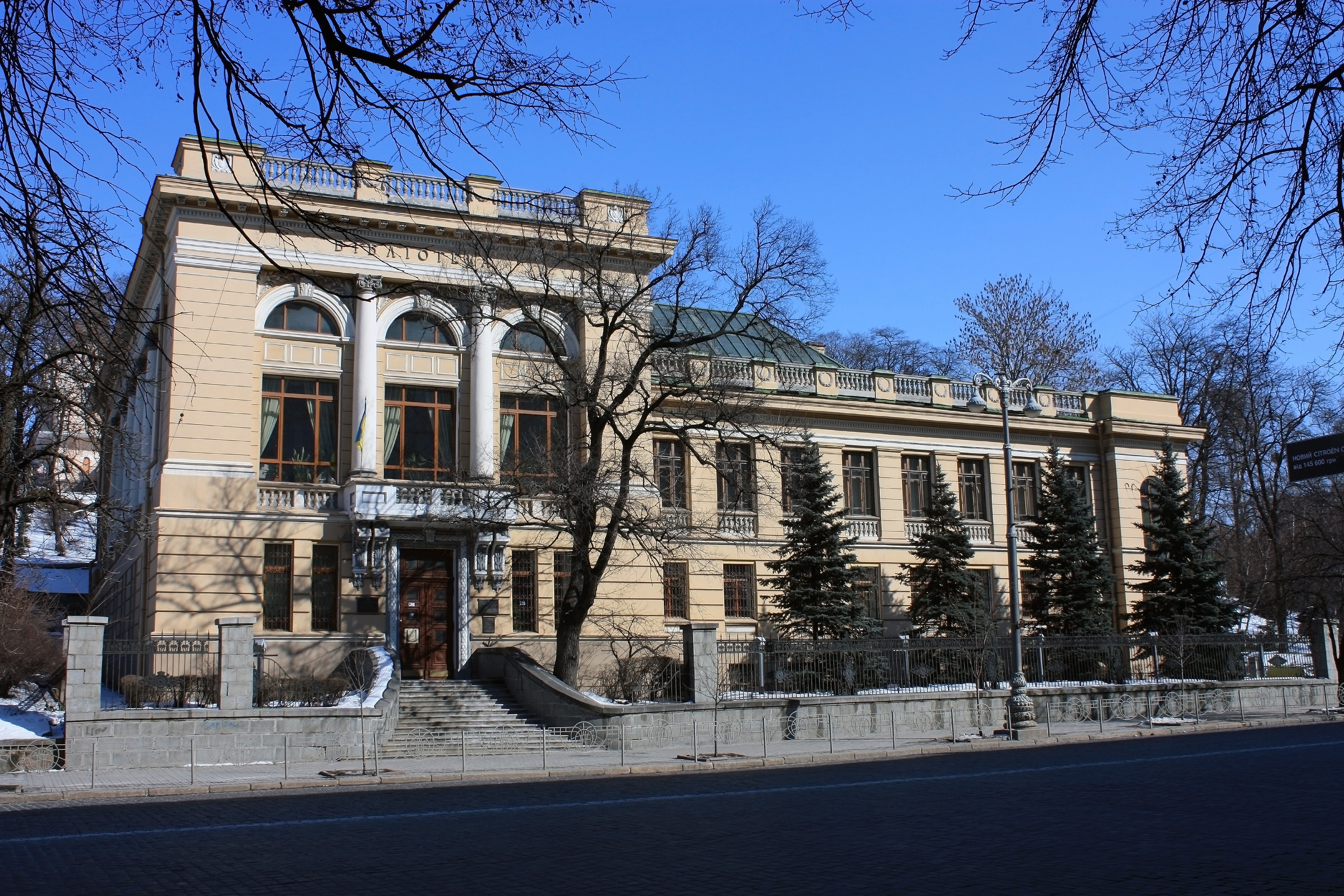
Национальная библиотека Украины
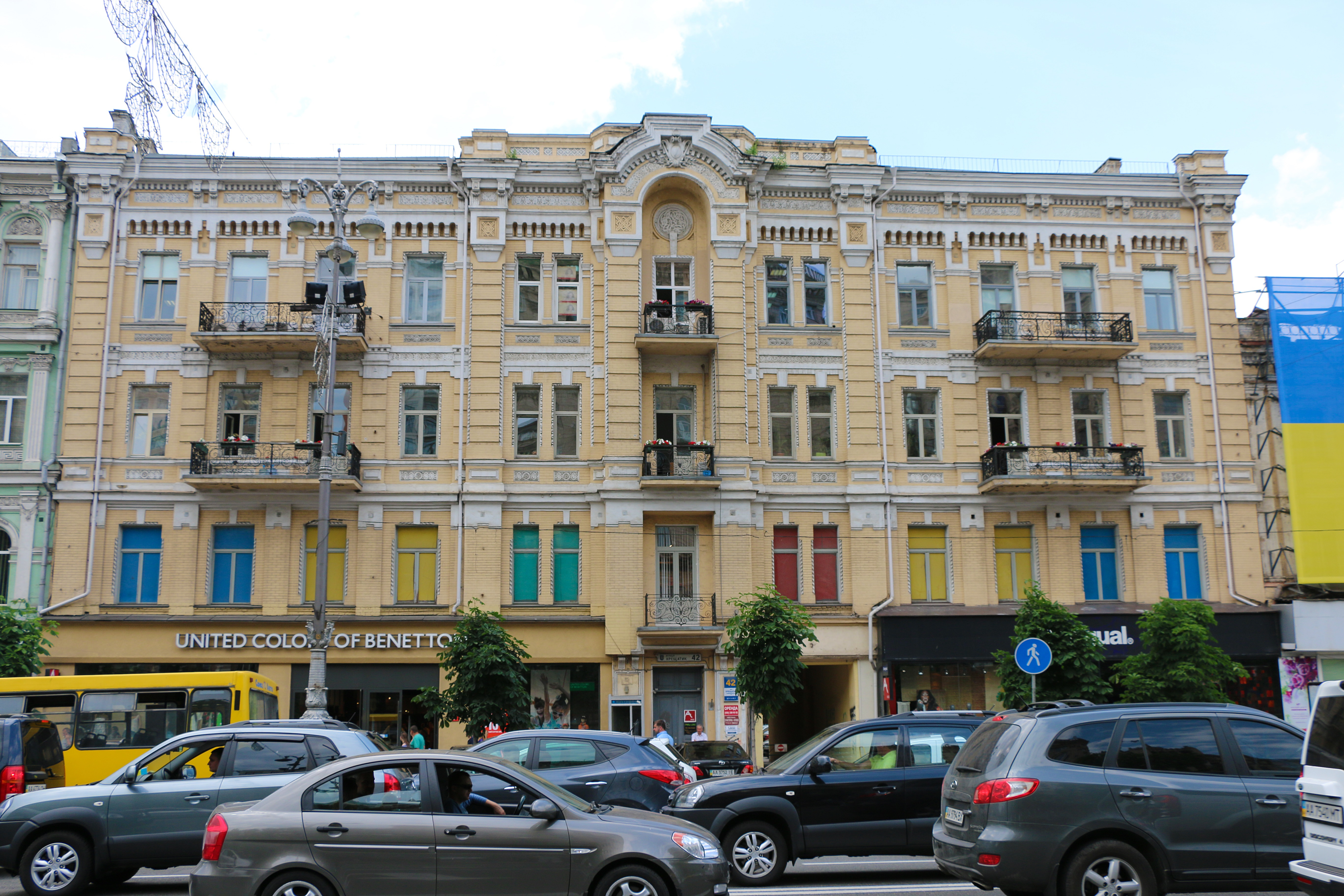
Дом на Крещатике, 42
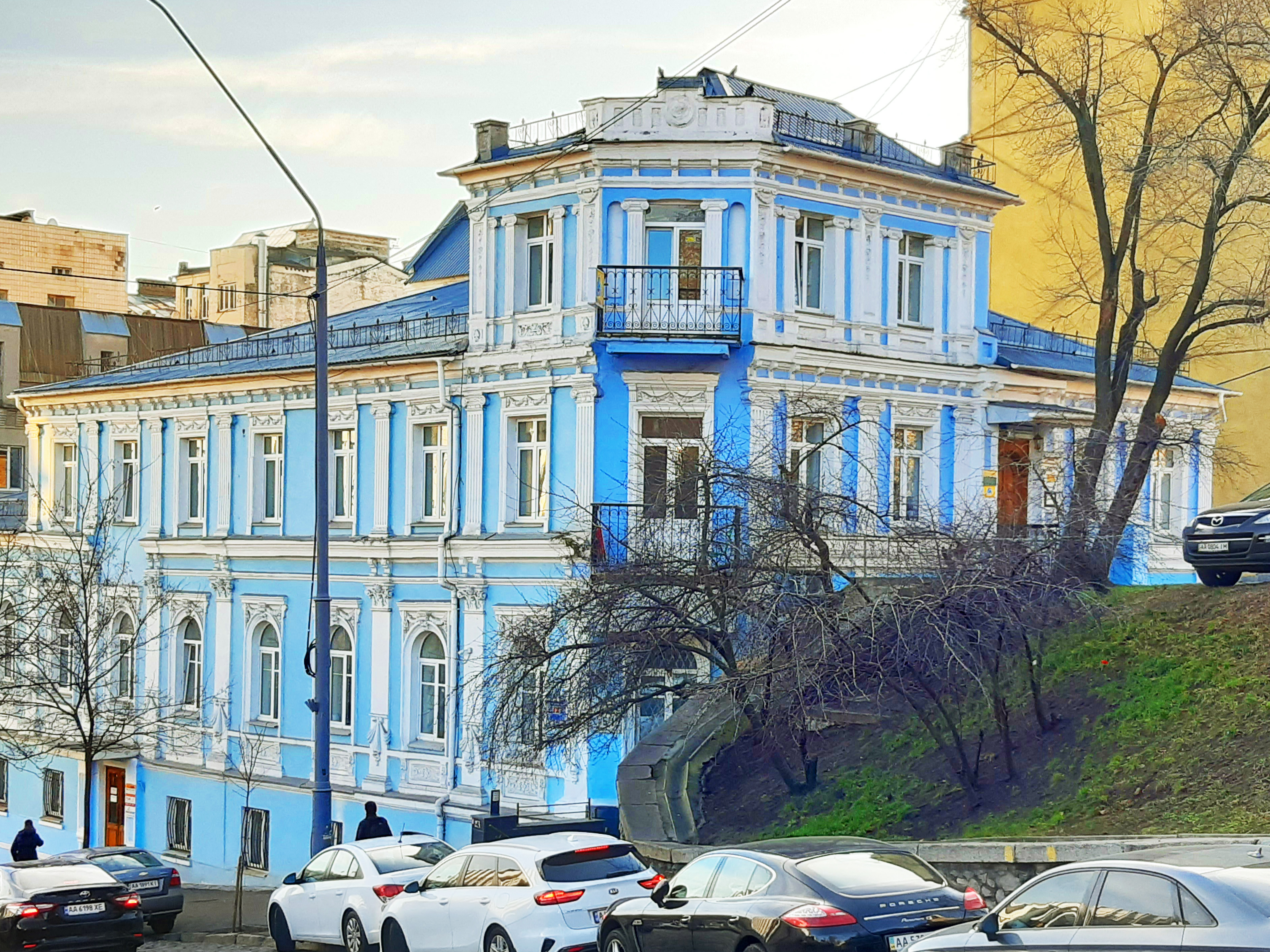
Дом на Трёхсвятительской ул., 5
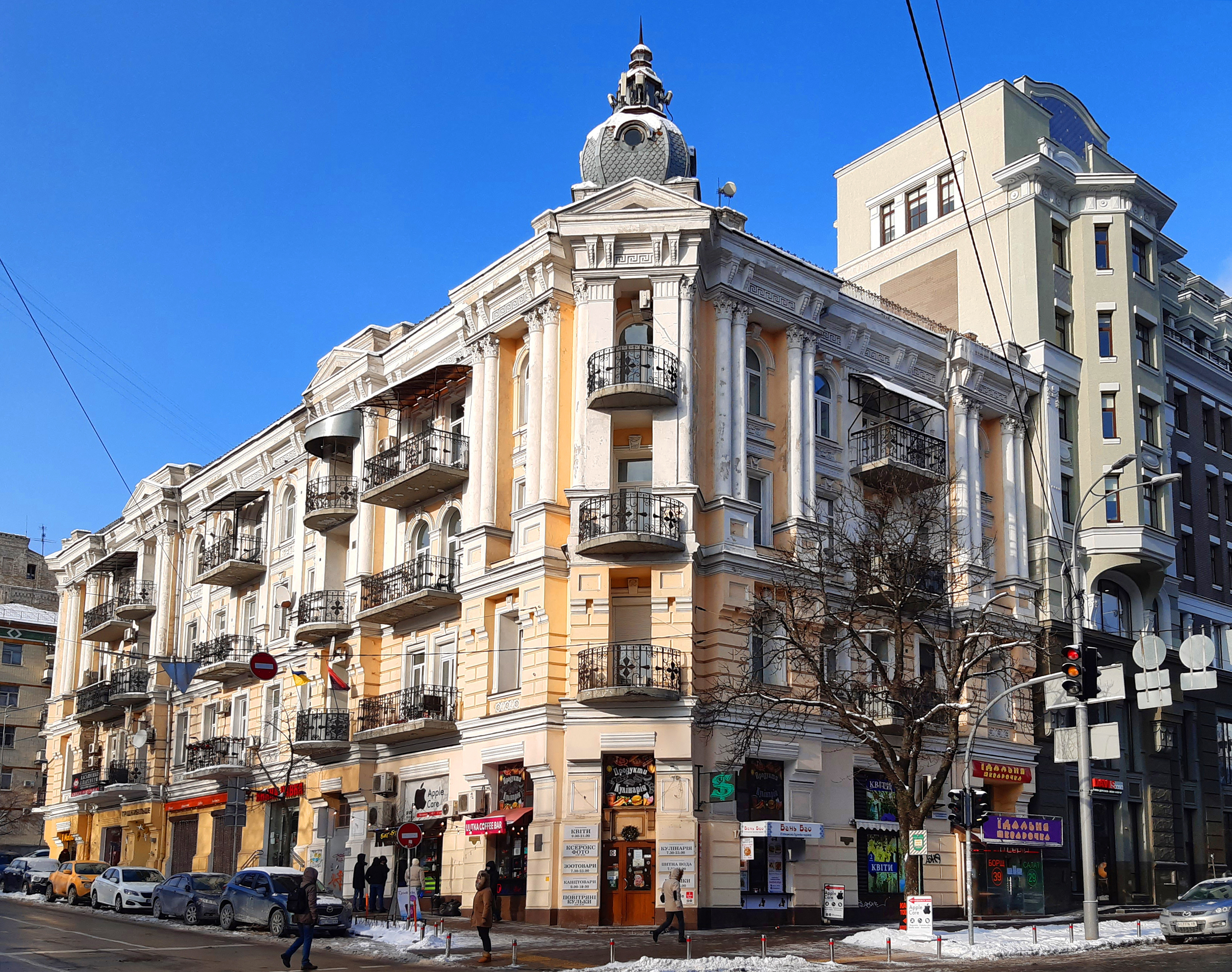
Дом на Владимирской ул., 40/2
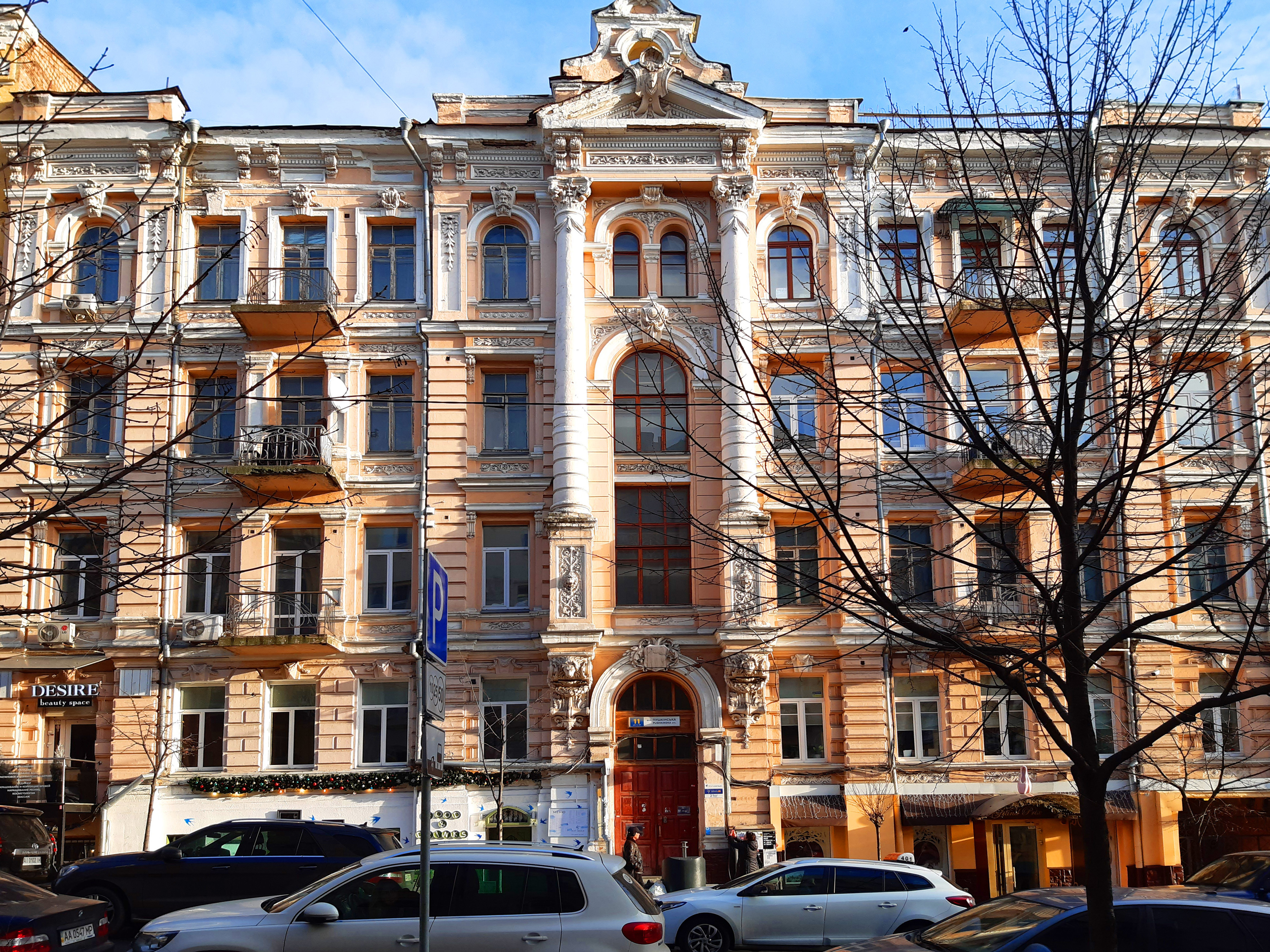
Дом на Пушкинской ул., 11
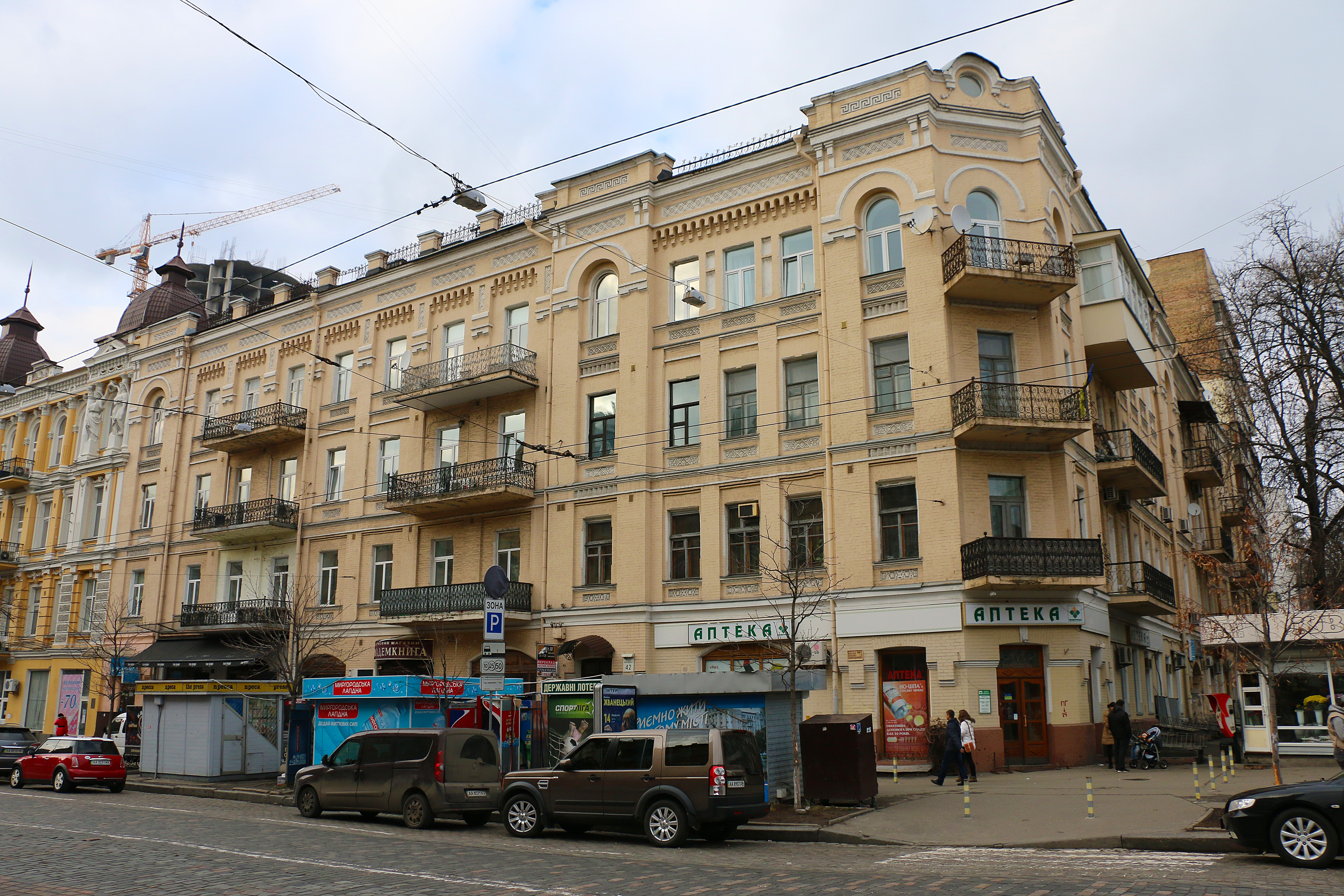
Дом на ул. Богдана Хмельницкого, 42